# Uşakspor

Ehemaliges Logo des Vereins.

Uşakspor war ein türkischer Fußballverein aus Uşak. Die Farben des Vereins waren Rot und Schwarz. Die Heimspiele fanden im 1. Eylül Stadı statt. Uşakspor spielte mehrere Jahre in der türkischen zweiten und dritten Liga und galt als eine der festen Größen im Profifußball. Ab 2008 begannen dann die finanziellen Probleme, weswegen nach und nach viele Profis den Verein verließen bzw. verlassen mussten, bis Mitte 2010 konnte Uşakspor noch am Spielbetrieb teilnehmen, musste dann jedoch endgültig schließen. Utaş Uşakspor gilt als inoffizieller Nachfolger.

## Vereinsgeschichte
- 2. Liga (Türk Telekom Lig A): 1967–1968, 1970–1975, 1982–1983, 1987–1988, 2005–2007
- 3. Liga: 1968–1970, 1975–1979, 1984–1999, 1993–1994, 2001–2005, 2007–2009
- Amateurliga: 1973–1980, 2009–2010